# FUT2
Galaktozid 2-alfa-L-fukoziltransferaza 2 je enzim koji je kod ljudi kodiran genom FUT2. On utiče na sekretorni status ABO antigena.
Približno 20% belaca su nesekretori zbog mutacija G428A i C571T u FUT2 i stoga imaju snažnu, iako ne apsolutnu zaštitu od norovirusa GII.4.

## Literatura
- Reguigne-Arnould I; Couillin P; Mollicone R;  . (1995). „Relative positions of two clusters of human alpha-L-fucosyltransferases in 19q (FUT1-FUT2) and 19p (FUT6-FUT3-FUT5) within the microsatellite genetic map of chromosome 19”. Cytogenet. Cell Genet. 71 (2): 158—62. PMID 7656588. doi:10.1159/000134098.
- Rouquier S; Lowe JB; Kelly RJ;  . (1995). „Molecular cloning of a human genomic region containing the H blood group alpha(1,2)fucosyltransferase gene and two H locus-related DNA restriction fragments. Isolation of a candidate for the human Secretor blood group locus”. J. Biol. Chem. 270 (9): 4632—9. PMID 7876234. doi:10.1074/jbc.270.9.4632 .
- Kelly RJ; Rouquier S; Giorgi D;  . (1995). „Sequence and expression of a candidate for the human Secretor blood group alpha(1,2)fucosyltransferase gene (FUT2). Homozygosity for an enzyme-inactivating nonsense mutation commonly correlates with the non-secretor phenotype”. J. Biol. Chem. 270 (9): 4640—9. PMID 7876235. doi:10.1074/jbc.270.9.4640 .
- Kudo T; Iwasaki H; Nishihara S;  . (1996). „Molecular genetic analysis of the human Lewis histo-blood group system. II. Secretor gene inactivation by a novel single missense mutation A385T in Japanese nonsecretor individuals”. J. Biol. Chem. 271 (16): 9830—7. PMID 8621666. doi:10.1074/jbc.271.16.9830 .
- Koda Y, Soejima M, Liu Y, Kimura H (1996). „Molecular basis for secretor type alpha(1,2)-fucosyltransferase gene deficiency in a Japanese population: a fusion gene generated by unequal crossover responsible for the enzyme deficiency”. Am. J. Hum. Genet. 59 (2): 343—50. PMC 1914724 . PMID 8755920.
- Koda Y, Soejima M, Wang B, Kimura H (1997). „Structure and expression of the gene encoding secretor-type galactoside 2-alpha-L-fucosyltransferase (FUT2)”. Eur. J. Biochem. 246 (3): 750—5. PMID 9219535. doi:10.1111/j.1432-1033.1997.t01-1-00750.x .
- Koda Y; Soejima M; Johnson PH;  . (1997). „Missense mutation of FUT1 and deletion of FUT2 are responsible for Indian Bombay phenotype of ABO blood group system”. Biochem. Biophys. Res. Commun. 238 (1): 21—5. PMID 9299444. doi:10.1006/bbrc.1997.7232.
- Liu Y; Koda Y; Soejima M;  . (1998). „Extensive polymorphism of the FUT2 gene in an African (Xhosa) population of South Africa”. Hum. Genet. 103 (2): 204—10. PMID 9760207. S2CID 25253767. doi:10.1007/s004390050808.
- Domino SE, Zhang L, Lowe JB (2001). „Molecular cloning, genomic mapping, and expression of two secretor blood group alpha (1,2)fucosyltransferase genes differentially regulated in mouse uterine epithelium and gastrointestinal tract”. J. Biol. Chem. 276 (26): 23748—56. PMID 11323419. doi:10.1074/jbc.M100735200.
- Roos C, Kolmer M, Mattila P, Renkonen R (2002). „Composition of Drosophila melanogaster proteome involved in fucosylated glycan metabolism”. J. Biol. Chem. 277 (5): 3168—75. PMID 11698403. doi:10.1074/jbc.M107927200 .
- Milland J; Russell SM; Dodson HC;  . (2002). „The cytoplasmic tail of alpha 1,3-galactosyltransferase inhibits Golgi localization of the full-length enzyme”. J. Biol. Chem. 277 (12): 10374—8. PMID 11777923. doi:10.1074/jbc.M111799200 .
- Chang JG; Ko YC; Lee JC;  . (2002). „Molecular analysis of mutations and polymorphisms of the Lewis secretor type alpha(1,2)-fucosyltransferase gene reveals that Taiwan aborigines are of Austronesian derivation”. J. Hum. Genet. 47 (2): 60—5. PMID 11916003. doi:10.1007/s100380200001 .
- Strausberg RL; Feingold EA; Grouse LH;  . (2003). „Generation and initial analysis of more than 15,000 full-length human and mouse cDNA sequences”. Proc. Natl. Acad. Sci. U.S.A. 99 (26): 16899—903. Bibcode:2002PNAS...9916899M. PMC 139241 . PMID 12477932. doi:10.1073/pnas.242603899 .
- Lindesmith L; Moe C; Marionneau S;  . (2003). „Human susceptibility and resistance to Norwalk virus infection”. Nat. Med. 9 (5): 548—53. PMID 12692541. S2CID 28663420. doi:10.1038/nm860.
- Guo ZH; Xiang D; Zhu ZY;  . (2004). „[Analysis on FUT1 and FUT2 gene of 10 para-Bombay individuals in China]”. Zhonghua Yi Xue Yi Chuan Xue Za Zhi. 21 (5): 417—21. PMID 15476160.
- Chen DP; Tseng CP; Wang WT;  . (2005). „Two prevalent h alleles in para-Bombay haplotypes among 250,000 Taiwanese”. Ann. Clin. Lab. Sci. 34 (3): 314—8. PMID 15487706.
- Pang H, Soejima M, Koda Y, Kimura H (2005). „A novel tetrameric short tandem repeat located in the 3' flanking region of the human ABO-secretor gene (FUT2) and association between FUT2 and FUT2/01 loci”. Hum. Biol. 76 (5): 789—95. PMID 15757249. S2CID 1201579. doi:10.1353/hub.2005.0008.
- Madjd Z; Parsons T; Watson NF;  . (2006). „High expression of Lewis y/b antigens is associated with decreased survival in lymph node negative breast carcinomas”. Breast Cancer Res. 7 (5): R780—7. PMC 1242157 . PMID 16168124. doi:10.1186/bcr1305.
- Kimura K; Wakamatsu A; Suzuki Y;  . (2006). „Diversification of transcriptional modulation: large-scale identification and characterization of putative alternative promoters of human genes”. Genome Res. 16 (1): 55—65. PMC 1356129 . PMID 16344560. doi:10.1101/gr.4039406.